# Lista över myndigheter inrättade av regeringen Ullsten
Detta är en lista över myndigheter inrättade av regeringen Ullsten mellan oktober 1978 och oktober 1979.

## 1979
- Statens arbetsgivarverk (1 januari)
- Militärledningens rådgivande nämnd (1 januari)
- Nämnden för riksfärdtjänst (1 januari)
- Skiljenämnden för arbetsmiljöfrågor (1 januari)
- Delegationen för samordning av havsresursverksamheten (1 februari)
- Varvsrådet (1 mars)
- Stiftelsen Samhällsföretag (1 mars)
- Bilbranschrådet (1 juli)
- Försvarets fastighetsnämnd (1 juli)
- Delegationen för vetenskaplig och teknisk informationsförsörjning (1 juli)
- Länsrätterna (1 juli)
- Växtförädlingsnämnden (1 juli)
- Centrala försöksdjursnämnden (1 juli)
- Försvarets arbetstidsnämnd (1 juli)
- Expertgruppen för forskning om regional utveckling (1 juli)
- Statens arbetsmarknadsnämnd (1 juli)
- Statens institut för personaladministration och personalutbildning (1 juli)
- Industrifonden (1 augusti)
- Fjällsäkerhetsrådet (1 oktober)
- Beredningen för internationellt-tekniskt samarbete (1 oktober)
- Stiftelsen Servicecentralen i Gävle (1 december)